# نيل ماكدونالد
نيل ماكدونالد هو صحفي كندي، ولد في 1957 في مدينة كيبك في كندا.